# توماس كلوسن (سياسي)
توماس كلوسن هو سياسي أمريكي، ولد في 22 ديسمبر 1939، وتوفي في 20 فبراير 2002 في باتون روج في الولايات المتحدة. نشط حزبياً في الحزب الديمقراطي.